# Yolas
Yolas (en griego antiguo Ίόλλας o Ίόλας) es uno de los cuatro hijos de Antípatro, regente de Macedonia, y hermano del rey Casandro. Era uno de los jóvenes que, siguiendo la tradición macedonia, se ocupaba de atender al rey, siendo copero de Alejandro Magno en el periodo de su última enfermedad (323 a. C). Aquellos escritores que apoyan la idea de que el rey fue envenenado, representan a Yolas como la persona que realmente administró la sustancia fatal en el banquete que dio Alejandro en honor a Medio quien, según esta historia, era íntimo amigo de Yolas, y le había convencido para que se uniera a la conjura. Plutarco escribe que este rumor no se había oído hasta seis años después (317 a. C) cuando Olimpia intentó usarlo como excusa para justificar la crueldad con la que trató a los amigos y partidarios de Antípatro. Yolas estaba muerto por aquel entonces, pero Olimpia hizo que abrieran su tumba y la profanaran con toda marca de indignidad. La fecha o las circunstancias en que murió no se mencionan en ninguna fuente: lo último que se sabe de él es que en el 322 a. C. acompañó a su hermana Nicea a Asia, cuando esta debía casarse allí con Pérdicas. Hipérides, orador contrario al Reino de Macedonia, propuso una votación para premiar a Yolas con el título de asesino de Alejandro.